# Chesias capriata
Chesias capriata is een vlinder uit de familie spanners (Geometridae). De wetenschappelijke naam is voor het eerst geldig gepubliceerd in 1904 door Prout.
De soort komt voor in Europa.